# Angel (песня Мадонны)
«Angel» — песня Мадонны с её второго альбома Like a Virgin. Песня была выпущена третьим синглом с альбома. Песня была вдохновлена девушкой, которую спас ангел, и она влюбляется в него. Изначально планировалось снять клип на песню, но в итоге сделали нарезку из прошлых клипов певицы. Вживую песня исполнялась только во время The Virgin Tour, в видеозаписи тура песня была исключена, так как Мадонне не понравился голос в песне.

## Список композиций
- США / Австралия 7" сингл

1. «Angel» — 3:40
2. «Angel» (Dance Mix Edit) — 4:56

- США / Австралия 12" сингл

1. «Angel» (Extended Dance Remix) — 6:15
2. «Into the Groove» — 4:43

- Великобритания / Европа 7" Сингл

1. «Angel» — 3:40
2. «Burning Up» (Alternate Version) — 4:48

- Великобритания / Европа 12" Сингл

1. «Angel» (Extended Dance Remix) — 6:15
2. «Burning Up» (Alternate Version) — 4:48

## Над записью работали
- Мадонна — текст, вокал, бэк-вокал
- Стив Брей — текст
- Найл Роджерс — продюсер, гитары
- Джимми Браловер — программирование ударных
- Роб Сабино — бас-синтезатор, синтезаторы
- Кертис Кинг — бэк-вокал
- Фрэнк Симмс — бэк-вокал
- Джордж Симмс — бэк-вокал

Список музыкантов взят из буклета альбома.

## Чарты
| Чарт (1985)                            | Наивысшая позиция |
| -------------------------------------- | ----------------- |
| Australia Kent Music Report            | 1                 |
| Belgian VRT Top 30                     | 18                |
| Canadian RPM Singles Chart             | 5                 |
| Dutch Top 40                           | 46                |
| Eurochart Hot 100 Singles              | 14                |
| German Singles Chart                   | 31                |
| Irish Singles Chart                    | 3                 |
| Japanese International Singles Chart   | 5                 |
| New Zealand Singles Chart              | 2                 |
| Spanish Singles Chart                  | 2                 |
| Swiss Singles Chart                    | 17                |
| UK Singles Chart                       | 5                 |
| Американский Billboard Hot 100         | 5                 |
| Американский Hot Dance Music/Club Play | 1                 |

| Чарт (1985)                 | Место |
| --------------------------- | ----- |
| Australia Kent Music Report | 2     |
| Canadian RPM Singles Chart  | 56    |
| US Billboard Hot 100        | 81    |